# Austrodecus aconae
Austrodecus aconae är en havsspindelart som först beskrevs av Hedgpeth, J.W. och J.C. McCain 1971.  Austrodecus aconae ingår i släktet Austrodecus och familjen Austrodecidae. Inga underarter finns listade.